# Рудоносні розчини
Рудоносні розчини — розчини переважно глибинного походження, які переносять і відкладають рудні компоненти. Суттєвий компонент Р.р. — гази, які часто являють собою надкритичні водні розчини, що виділяються з магматичного джерела. Відкладення рудної речовини відбувається в міру зменшення енергії системи. Багато дослідників визнають можливість переходу істинних розчинів у колоїдні на місці рудовідкладення.